# Кэптукэ, Галина Ивановна
Галина Ивановна Кэптукэ (Варламова, Варламова-Кэптукэ) (1951—2019) — эвенкийская писательница, прозаик. Наиболее известные произведения — рассказы и повести «Имеющая своё имя, Джелтула-река», «Серебряный паучок», «Рэкет по-тунгусски».

## Биография
Галина Ивановна Кэптукэ родилась 18 января 1951 года в посёлке Кукушка Зейского района Амурской области в семье оленевода-охотника. Кэптукэ — название одного из эвенкийских родов, кочевавшего по притокам Амура.
С 1969 по 1974 год училась в Ленинградском педагогическом институте имени А. И. Герцена, после окончания которого работала преподавателем русского языка и литературы в школах Якутии. С 1974 г. посвятила жизнь науке - трудилась лаборантом и младшим сотрудником сектора северной филологии Института языка, литературы и искусства Сибирского отделения Российской академии наук, старшим научным сотрудником Института проблем малочисленных народов Севера. В 2002 г. защитила диссертацию на соискание ученой степени доктора филологических наук по специальности 10.01.09 «Фольклористика».  Является автором ряда фундаментальных научных трудов по языку и фольклору эвенков. Наиболее известные труды: «Эпические традиции в эвенкийском фольклоре», «Эвенкийский нимнгакан: миф и героические сказания», «Эпические и обрядовые жанры эвенкийского фольклора», «Мировоззрение эвенков: отражение в фольклоре», «Типы героических сказаний эвенков» и мн. др.
Как писательница заявила о себе с середины 1980-х годов. Печаталась в журналах «Полярная звезда», «Розовая чайка», «Северные просторы» и других региональных и центральных изданиях.
В 1989 году в свет вышла первая художественная повесть Галины Кэптукэ «Имеющая своё имя, Джелтула-река».
В 1993 году за книгу прозы «Маленькая Америка» писательнице была присуждена премия «Звезда утренней зари» Ассамблеи малочисленных народов Севера, Сибири и Дальнего Востока.
Ушла из жизни 19 июня 2019 года, оставив богатое научное и творческое наследие своему народу.
В 2021 г. родными Галины Ивановны был опубликован сборник произведений "Рожденные под Небом-Буга", в который вошли лучшие произведения писателя, написанные в разные годы жизни.

### Монографии[3]
- Варламова, Г. И. Фразеологизмы в эвенкийском языке. — Новосибирск: Наука, 1986. — 80 с.
- Кэптукэ, Г. И. Эпические традиции в эвенкийском фольклоре: очерки / Галина Кэптукэ; отв. ред. А. Н. Мыреева; рецензент Ж. К. Лебедева. — Якутск : Северовед, 1995. — 134 с. — 200 экз.
- Кэптукэ, Г. И. Эвенкийский нимнгакан: Миф и героические сказания / Галина Кэптукэ; РАН. СО., Ин-т проблем малочисл. народов Севера; [рецензенты: В.В Илларионов, А.Н Мыреева; отв. ред. Андреева Т. Е.]. — Якутск : Северовед, 2000. — 140 с. — 300 экз.
- Варламова, Г. И. Эпические обрядовые жанры эвенкийского фольклора. Спец. 10.09.01. — Фольклористика : автореф. дис. на соиск. учен. степ. д-ра филол. наук / Г. И. Варламова.- Улан-Удэ, 2001. — 35 с. — 70 экз. На эвенк., рус. яз.
- Кэптукэ, Г. И. Эпические и обрядовые жанры эвенкийского фольклора = Epic and ceremonial genres of evenki folklore/ Г. И. Варламова (Кэптукэ); отв. ред. А. Н. Мыреева; [рецензенты: С. Д. Мухоплева, Н. Н. Николаева] ; РАН, СО, Ин-т проблем малочисл. народов Севера. — Новосибирск : Наука, 2002. — 376 с. — Библиогр.: с.352-374. — 500 экз.
- Тунгусский архаический эпос/ эвенк., эвен. гер. сказания. / сост. : Кэптукэ Г. И., Роббек В. А. ? Ин-т проблем малочисл. народов СО РАН. — Якутск : Изд-во ИПМНС СО РАН, 2001. — 210 с. — 200 экз.
- Варламова, Г. И. — Кэптукэ. Мировоззрение эвенков: Отражение в фольклоре/ отв. ред. А. Н. Мыреева; [рецензенты : Т. Е. Андреева, А. А. Билюкина, А. И. Саввинов. — Новосибирск : Наука, 2004. — 185 с. — (Памятники этнической культуры коренных малочисленных народов Севера, Сибири и Дальнего Востока; т. 1). — 500 экз. — На эвенк., рус. яз.
- Сказания восточных эвенков : [сборник]/ Ин-т проблем малочисл. народов Севера; отв. ред. А. Н. Мыреева; [сост. : Г. И. Варламова-Кэптукэ, А. Н. Варламов; рецензент : Г. Н. Курилов, Т. Е. Андреева, А. Е. Захарова]. — Якутск : ЯФ ГУ Изд-во СО РАН, 2004. — 234 с. — 300 экз. Текст на эвенк., рус.
- Типы героических сказаний эвенков : [сборник]/ сост. Г. И. Варламова, А. Н. Мыреева ; РАН СО, Ин-т гуманитар. исслед. и проблем малочисл. народов Севера; сост. Г. И. Варламова, А. Н. Мыреева; отв. ред. Г. Н. Курилов. — Новосибирск : Наука, 2008. — 227, [1] с. — (Памятники этнической культуры коренных малочисленных народов Севера, Сибири и Дальнего Востока; т. 20). — 500 экз.
- Варламова Г. И. Женская исполнительская традиция эвенков: (по эпическим и другим матреиалам фольклора) / Г. И. Варламова. — Новосибирск : Наука, 2008. — 230 с. — (Памятники этнической культуры коренных малочисленных народов Севера, Сибири и Дальнего Востока; т. 19).

### Очерки, эссе
- Варламова Г. И. Все мы — под единым небом Буга рождены: эссе // Полярная звезда. — 1985. — № 3. с. 117—126.